# Ametyszczak
Ametyszczak (Cinnyricinclus leucogaster) – gatunek małego ptaka z rodziny szpakowatych (Sturnidae). W trzech podgatunkach występuje na południowo-zachodnim Półwyspie Arabskim oraz w Afryce Subsaharyjskiej. Nie jest zagrożony wyginięciem.

## Taksonomia
Po raz pierwszy ametyszczak został określony nazwą naukową przez Pietera Boddaerta w 1783. Ten jednak ukuł tylko nazwę Turdus leocogaster dla gatunku znanego dotychczas pod nazwą zwyczajową. Krótko scharakteryzował go Buffon w Histoire naturelle des oiseaux (1775). Holotyp pochodził z Beninu. Opisy Buffona uzupełniały tablice barwne zebrane w Planches enluminées... (1765–1783). Ametyszczak był jednym z dwóch ptaków przedstawionych na tablicy 648.
Obecnie (2020) Międzynarodowy Komitet Ornitologiczny (IOC) umieszcza ametyszczaka w monotypowym rodzaju Cinnyricinclus, opisanym przez Lessona w 1840. Niektórzy autorzy umieszczali błyszczaka żałobnego (Poeoptera femoralis) i błyszczaka rdzawobrzuchego (Pholia sharpii) w rodzaju Cinnyricinclus, przykładowo w Check-list of the birds of the world (1962) i kilku znaczących źródłach do lat 90. XX wieku włącznie. Podstawą do łączenia tych trzech gatunków było plamkowane upierzenie ptaków w szacie młodocianej. Ametyszczak wyróżnia się jednak dymorfizmem płciowym w upierzeniu. Prócz tego ziarna melaniny w piórach ametyszczaków mają unikatową wśród szpaków strukturę, podobną do tej obserwowanej u pawi z rodzaju Pavo. Według wyników badań genetycznych Lovette & Rubenstein (2007) Cinnyricinclus to takson siostrzany wobec malgaszczyka (Hartlaubius auratus). Obydwa gatunki zdają się należeć do starych reliktowych linii rozwojowych i nie ma blisko spokrewnionych z nimi taksonów. Być może te wnioski wynikają z long branch attraction, jednak przeczy temu spójność wyników we wszystkich przeprowadzonych rekonstrukcjach filogenezy oraz unikatowa dla tych dwóch taksonów synapomorfia. Klad Cinnyricinclus+Hartlaubius jest jednym z trzech kladów zidentyfikowanych przez autorów wśród afrykańskich szpakowatych.
IOC wyróżnia 3 podgatunki, podobnie jak autorzy HBW i Clements Checklist of Birds of the World (2019):
- C. l. arabicus Grant & Mackworth-Praed, 1942[17]
- C. l. leucogaster (Boddaert, 1783)[2]
- C. l. verreauxi (Finsch & Hartlaub, 1870)[18]

W 1930 W. Wedgwood Bowen opisał dwa nieuznawane podgatunki: C. l. friedmanni oraz C. l. lauragrayae (Bowen, 1930). Nazwa C. l. friedmanni stała się synonimem C. l. arabicus, natomiast C. l. lauragrayae – dla C. l. verreauxi.

## Morfologia

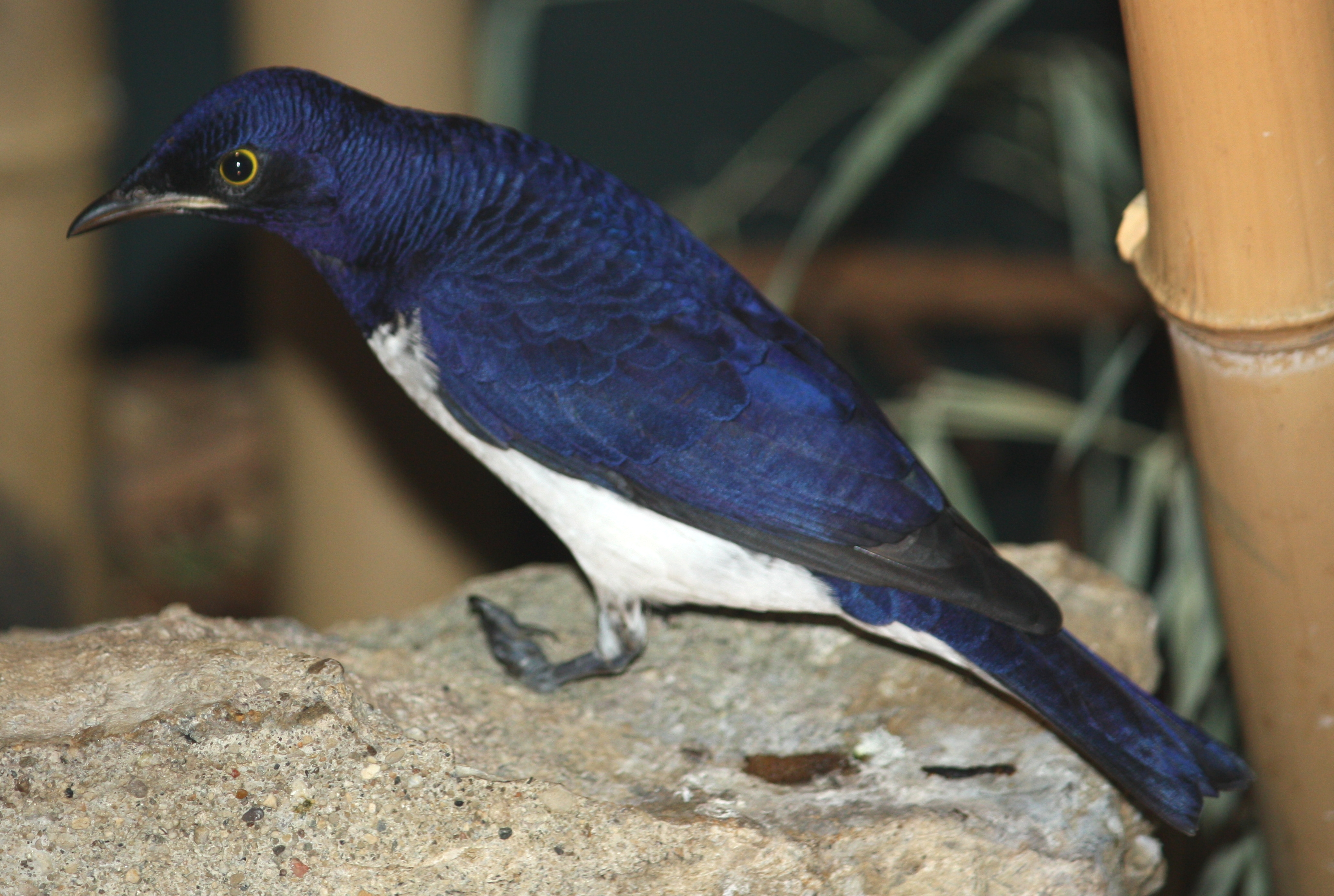
Górne partie ciała u samców ametyszczaka w świeżym upierzeniu cechuje mocno zaznaczony niebieski połysk

Ametyszczaki są jednymi z mniejszych przedstawicieli rodziny. Długość ciała wynosi od około 15 do 18 cm, natomiast u szpakowatych (Sturnidae) ogólnie jest to od około 16 do 45 cm. Masa ciała wynosi 33–56 g (dane dostępne dla podgatunków C. l. leucogaster i C. l. verreauxi). Ametyszczaki mają dość zwartą budowę ciała. Występuje wyraźny dymorfizm płciowy. U ptaków obydwu płci ogon jest nieznacznie rozwidlony. Dalszy opis dotyczy ptaków podgatunku nominatywnego, jeżeli nie zaznaczono inaczej.
U samca głowa (poza czarnym kantarkiem) i wierzch ciała, w tym pokrywy skrzydłowe i ogon, są fioletowo opalizujące. W świeżym upierzeniu widoczny jest intensywny niebieski odcień tej opalizacji. Im bardziej znoszone upierzenie, tym bardziej przeważa miedzianośliwkowy połysk. Do tego śliwkowego koloru nawiązują niektóre z anglojęzycznych nazw zwyczajowych ametyszczaka: „Plum-coloured Starling”. Pod niektórymi kątami pióra mogą wydawać się bardziej różane, brązoworóżowe, czerwonawe lub całkiem czarne. Na lotkach I rzędu fioletowa opalizacja jest mniej widoczna, a w znoszonej szacie wyglądają na brązowe. Broda, gardło i górna część piersi fioletowe, opalizujące. Upierzenie niższej części piersi, brzucha, boków ciała wraz z pokrywami podogonowymi jest czysto białe. Tęczówka ciemnobrązowa z żółtym zewnętrznym pierścieniem. Dziób i nogi czarne.
Upierzenie samic jest znacząco odmienne, całkiem pozbawione opalizacji. Przez środek piór ciemienia, tyłu karku i boków głowy biegną ciemne paski. Pióra płaszcza, kupra i ogona ciemnobrązowe z jasnymi krawędziami. Skrzydła ciemnobrązowe, krawędzie pokryw skrzydłowych i lotek II rzędu jaśniejsze, a wewnętrzne chorągiewki lotek I rzędu – rdzawe. Pióra gardła, brody i spodu ciała białe z ciemnymi paskami wzdłuż środka, najszerszymi na piersi. Części nieopierzone ubarwione są podobnie jak u samców.
Osobniki młodociane upierzeniem przypominają samice. Wyróżniają się szerszymi rdzawymi krawędziami piór, ciemnobrązowymi tęczówkami oraz brązowym dziobem i ogonem.
Na lotkach I rzędu P3–5 obecna emarginacja.
Ptaki podgatunku C. l. verreauxi osiągają większe rozmiary ciała. U samców nasady najbardziej zewnętrznych sterówek są białe, samice w świeżym upierzeniu mają wyraźniejsze białe krawędzie piór na wierzchu ciała. U osobników podgatunku C. l. arabicus samce nie różnią się znacząco od tych podgatunku nominatywnego. Samice natomiast mają niemal jednolicie brązowy wierzch ciała, bez jasnych krawędzi piór.

## Zasięg występowania
Ametyszczaki występują na południowo-zachodnim Półwyspie Arabskim oraz w Afryce Subsaharyjskiej. Są szeroko rozprzestrzenione na południe od Sahary między równoleżnikami 15°N i 25°S, ich zasięg występowania nie obejmuje jednak lasów deszczowych dorzecza Kongo, suchszych rejonów południowej i zachodniej Afryki Południowej oraz znacznej części Somalii i Etiopii (na południe od 9°N i na wschód od 41°E). W wielu regionach ametyszczaki prowadzą wędrowny tryb życia, chociaż niektóre populacje są osiadłe. Miejscami w określonych porach roku mogą występować zarówno ptaki lęgowe, jak i nielęgowe, należące do różnych podgatunków. Przedstawiciele poszczególnych podgatunków zamieszkują następujące tereny (dotyczy całego roku, jeśli nie zaznaczono inaczej):
- C. l. arabicus Grant & Mackworth-Praed, 1942 – południowo-zachodni Półwysep Arabski – od południowo-zachodniej Arabii Saudyjskiej na południe po zachodni Jemen[15]. Północna granica zasięgu występowania, również i całego gatunku, znajduje się na szerokości 22°N. Pojedyncza obserwacja pochodzi z Janbu na szerokości 24°N[26]. Prawdopodobnie przedstawiciele tego podgatunku występują też w Erytrei, Dżibuti, północnej Etiopii, wschodnim Sudanie i północno-zachodniej Somalii[15] (jedynym kraju spośród wymienionych, w którym stwierdzono prawdopodobne lęgi[15][27]), gdzie ich zasięg ograniczony jest od wschodu południkiem 46°E i od południa równoleżnikiem 9°30’N[28];
- C. l. leucogaster (Boddaert, 1783) – od Senegalu i Gambii[9] na wschód przez pas lądu na południe od Sahary i na północ od równika; po Sudan Południowy, północną Demokratyczną Republikę Konga, Ugandę oraz środkową i południową Etiopię. Poza sezonem lęgowym występuje również w pobliżu wybrzeża, w Gabonie, Kongu i północnej DRK oraz dalej na południe po Kenię[15] i  Tanzanię[9]
- C. l. verreauxi (Finsch & Hartlaub, 1870) – południowa DRK i Angola na południe po środkową Namibię, we wschodniej części zasięgu: od południowej Kenii i zachodniej Tanzanii na południe po Botswanę, północno-wschodnią Południową Afrykę, Eswatini i Mozambik. Poza okresem lęgowym obszar występowania jest szerszy[15].

### Wędrówki
W wielu regionach ametyszczaki są ptakami wędrownymi, jednak niektóre populacje wydają się prowadzić osiadły tryb życia. 
W południowej części zasięgu – na południe od rzek Okawango i Zambezi – ametyszczaki to niemal wyłącznie ptaki lęgowe. Stąd w przybliżeniu od równoleżnika 20°S na południe tereny lęgowe są prawie zawsze zajęte tylko w okresie od maja do sierpnia. Ametyszczaki przybywają na tereny lęgowe coraz później wraz ze wzrostem szerokości geograficznej. Niektóre z obszarów leżących w środkowej i północnej części zasięgu przez pewien okres w roku służą za tereny lęgowe, a następnie jako zimowiska dla nowo przybyłych ptaków. Miejscami występują populacje podejmujące najwyżej lokalne wędrówki. 
Przemieszczanie się ametyszczaków na obszarach położonych na północ od równika jest stosunkowo słabo udokumentowane. Na Półwyspie Somalijskim są to bardzo słabo poznane ptaki, pomimo swojego rozpowszechnienia. Występują tam wszystkie trzy podgatunki. Przedstawiciele podgatunku nominatywnego zamieszkują środkową i południowo-wschodnią Etiopię, prowadzą osiadły tryb życia. W północnej Etiopii, Erytrei, Dżibuti i północno-zachodniej Somalii, na północ od co najmniej 10°N, występuje C. l. arabicus, głównie od marca do września (na tereny lęgowe w Arabii Saudyjskiej przybywają w marcu). Są to ich zimowiska, prawdopodobnie populacja gniazdująca na Półwyspie Arabskim jest w całości wędrowna. Ptaki podgatunku C. l. verreauxi są spotykane w północnej Etiopii na przelotach od kwietnia do listopada.
Także w regionie Wielkich Jezior Afrykańskich pojawiają się przedstawiciele różnych podgatunków oraz ptaki gniazdujące i zimujące, a miejscami być może również osiadłe.
Na Bliskim Wschodzie do połowy 2020 roku odnotowano pojedyncze stwierdzenia z Izraela (1983; dorosły samiec, początkowo uznawany za uciekiniera z niewoli), Zjednoczonych Emiratów Arabskich (2000, młodociany osobnik; 2018) i Omanu (2003).

## Pożywienie
Ametyszczak to gatunek głównie owocożerny, choć zjada również owady. W skład jego pokarmu wchodzą owoce między innymi wiązowców (Celtis), głożyny (Zizyphus), sumaków (Rhus), figowców (Ficus), Lannea (nanerczowate), morwy (Morus), gązewnikowatych (Loranthaceae). Spośród konkretnych gatunków to między innymi: figowiec sykomora (F. sycomorus), morwa biała (M. alba), która swymi owocami przyciąga ametyszczaki do ogrodów, Carissa edulis (toinowate), Euclea divinorum (hebankowate), Apodytes dimidiata (Metteniusaceae), Canthium lactescens (marzanowate), Rotheca myricoides (jasnotowate), Boscia pechuelli (kaparowate) i Tapinanthus leendertziae (gązewnikowate).
W żołądkach znajdowano również nasiona. W Południowej Afryce ametyszczak jest jednym z ważniejszych gatunków rozsiewających nasiona Phragmanthera dschallensis z rodziny gązewnikowatych, które ptaki zwracają po zjedzeniu. Na Półwyspie Arabskim obserwowano raz zbieranie nektaru z kwiatu aloesu przez nakłuwanie jego podstawy.
Wśród zjadanych przez ametyszczaki owadów odnotowano termity (Isoptera) i uskrzydlone w danym okresie mrówkowate (Formicidae).

## Ekologia, tryb życia i zachowanie
Środowiskiem życia ametyszczaków są otwarte zadrzewienia, również nadrzeczne. Mogą pojawiać się wokół przecinek w nizinnych lasach, na obrzeżach lasów oraz na terenach uprawnych. W Afryce Południowej występują zwłaszcza w miombo i lasach mieszanych. Na Półwyspie Arabskim preferują lasy mieszane, przykładowo z udziałem akacji, jałowców i, szczególnie chętnie, figowców i głożyny (Ziziphus). Unikają obszarów całkowicie zdominowanych przez jałowce. Ametyszczaki prawdopodobnie nie tolerują klimatu pustynnego. Przykładowo na Półwyspie Arabskim pojawiają się na wschodnich obrzeżach pustyni Tihama, lecz jedynie na najmniejszych wysokościach. Nie zapuszczają się na wyżyny ciągnące się wzdłuż krańców pustyni, pojawiają się tam wyłącznie zabłąkane osobniki. W Kenii ponad ¾ (76%) z zasięgu występowania gatunku obejmuje tereny z roczną sumą opadów przekraczającą 500 mm. Tylko 14% zajmują tereny pustynne, w większości położone w pobliżu Jeziora Rudolfa i rzeki Tana.
Na Półwyspie Arabskim ametyszczaki występują między 600 a 2500 m n.p.m. Na najniższych wysokościach pojawiają się na wschodnim skraju pustyni Tihama. Na Półwyspie Somalijskim odnotowywane były na wysokości 380–2520 m n.p.m., w Kenii – do 3000 m n.p.m., w Tanzanii – między 1800 a 2200 m n.p.m. W Malawi ametyszczaki stwierdzano do 2200 m n.p.m., jednak to, czy gniazdują powyżej 1500 m n.p.m., nie było pewne przynajmniej jeszcze pod koniec lat 70. XX wieku. 
Ametyszczaki pożywienia szukają głównie pośród koron drzew. Stosunkowo niewiele czasu spędzają na ziemi, nawet w niewoli, co jest rzadkim zwyczajem wśród szpakowatych. Zazwyczaj ametyszczaki przebywają w parach lub w grupach, zwykle złożonych z najwyżej 20 osobników. Niekiedy są to wyłącznie ptaki jednej płci. Ametyszczaki rzadko łączą się w większe stada. Nieczęsto również zbiorowo zbierają się na odpoczynek. Często pojawiają się w towarzystwie błyszczaków stalowych (Lamprotornis chalybaeu), w Kenii czasami i szpaków ozdobnych (Creatophora cinerea). Okazjonalnie przyłączają się do żerujących wielogatunkowych stad ptaków owadożernych. Pojawiają się w pobliżu owocujących drzew.

## Lęgi
W poniższej tabeli przedstawiono czas trwania okresu lęgowego w poszczególnych państwach lub regionach. Kolory i symbole oznaczają:
- barwa jasnoniebieska: stwierdzona aktywność lęgowa (sprecyzowana lub nie) ogółem; barwa ciemnoniebieska: szczególnie nasilona aktywność lęgowa;
- jeśli tylko informacje źródłowe precyzowały etap okresu lęgowego, do którego się odnoszą, oznaczono go kolejno: „×” dla budowy gniazda; „•” dla znoszenia jaj; litera „P” dla obecności piskląt lub dorosłych znoszących pokarm; litera „I” dla obserwacji młodocianych, w tym razem z dorosłymi

| Państwo lub region | Państwo lub region | I | II | III | IV   | V | VI      | VII | VIII | IX | X | XI | XII | Źródło        |
| --- | ------------------ | - | -- | --- | ---- | - | ------- | --- | ---- | -- | - | -- | --- | ------------- |
| Półwysep Arabski | Jemen              |   |    |     |      |   |         |     |      |    |   |    |     | [ 30 ]        |
| Półwysep Arabski | Arabia Saudyjska   |   |    |     | ×, P | × | •, P, I | P   |      |    |   |    |     | [ 26 ]        |
| Afryka Zachodnia | Afryka Zachodnia   |   |    |     |      |   |         |     |      |    |   |    |     | [ 15 ]        |
| Gambia | Gambia             |   |    |     |      |   | ×, P    | ×   |      |    | I |    |     | [ 11 ]        |
| Sierra Leone | Sierra Leone       |   |    | •   |      |   |         |     |      |    |   |    |     | [ 11 ]        |
| Burkina Faso | Burkina Faso       |   |    |     |      |   | P       |     |      |    |   |    |     | [ 11 ]        |
| Nigeria | Nigeria            |   |    | •   | •    | • | •       |     |      |    |   |    |     | [ 11 ]        |
| Demokratyczna Republika Konga | płn.               |   |    |     |      |   |         |     |      |    |   |    |     | [ 15 ]        |
| Demokratyczna Republika Konga | płd.-wsch.         |   |    |     |      |   |         |     |      |    |   |    |     | [ 15 ]        |
| Uganda | płn.               |   |    | •   |      |   |         |     |      |    |   |    |     | [ 22 ]        |
| Kenia | Kenia              |   |    |     |      |   |         |     |      |    |   |    |     | [ 15 ]        |
| Somaliaⁱ | Somaliaⁱ           |   |    |     |      | • |         |     |      |    |   |    |     | [ 11 ]        |
| Tanzania | Tanzania           |   | I  |     |      |   |         |     |      |    |   |    |     | [ 15 ] [ 13 ] |
| Malawi | Malawi             |   |    |     |      |   |         |     |      |    |   |    |     | [ 15 ] [ 38 ] |
| Zambia | Zambia             |   |    |     |      |   |         |     |      |    |   |    |     | [ 11 ]        |
| Zimbabwe | Zimbabwe           | • |    |     |      |   |         |     |      |    | • | •  | •   | [ 11 ]        |
| Botswana | Botswana           | • | •  |     |      |   |         |     |      |    | • | •  | •   | [ 39 ]        |
| Namibia | Namibia            |   | •  | •   |      |   |         |     |      |    |   |    |     | [ 22 ]        |
| Afryka Południowa | Afryka Południowa  | • | •  | •   |      |   |         |     |      |    | • | •  | •   | [ 22 ]        |
| dawny Transwal | dawny Transwal     |   |    |     |      |   |         |     |      |    |   | •  | •   | [ 22 ]        |
| dawny Natal | dawny Natal        | • | •  |     |      |   |         |     |      |    | • | •  | •   | [ 11 ]        |
| ⁱ Gniazdowanie w Somalii opisywane było jako niepewne; stwierdzenie wspominane jako jedyne znane dotyczyło jaj w jajowodzie u samicy odstrzelonej 28 maja 1905 |                    |   |    |     |      |   |         |     |      |    |   |    |     |               |

Ametyszczaki są monogamiczne. Istnieje jedno doniesienie o dwóch samcach pomagających samicy karmić młode, ale nie ma przesłanek wskazujących na regularne występowanie gniazdowania kooperatywnego. Gniazdo umieszczone jest w dziupli drzewa, często Combretum (trudziczkowate), lub innym zagłębieniu, przeważnie od 2 do 6 m nad ziemią (ogółem 1–10 m nad podłożem). Wykorzystywane są również stare dziuple dzięciołów (Picidae) (na Półwyspie Arabskim są to dziuple dzięciołów arabskich, Dendrocoptes dorae, w części Afryki między innymi dzięciołów ciemnogłowych, Dendropicos griseocephalus) i wąsali (Ramphastidae), a do tego puste słupki ogrodzeniowe. W słupkach pusta przestrzeń sięgać może do 60 cm w głąb od wejścia, natomiast dziuple wybierane przez ametyszczaki mają od 23 do 45 cm głębokości i 7–10 cm średnicy wewnętrznej. Wyściełają je ptaki obojga płci. Wyściółkę często stanowi łajno – stwierdzano końskie, ośle i słoniowe – oraz zielone liście. Ametyszczaki trzymane w niewoli wykorzystywały wyłącznie zielone liście, niekiedy dokładały kolejne już podczas odchowu piskląt.
Zniesienie liczy od 2 do 4 jaj, przeważnie 3. Ich skorupka jest jasnoniebieska lub zielonkawoniebieska, pokryta drobnymi czerwonobrązowymi i fioletowymi plamkami, gęściej rozmieszczonymi przy szerszym końcu jaja. Wymiary dla 72 jaj z południowej Afryki: 22–27 na 15,5–19 mm (średnio: 24,5 na 17,4 mm); dla nieznanej liczby jaj z Demokratycznej Republiki Konga: 23–26 na 16,5–18,5 mm; dla 85 jaj z południowej Afryki: ogólne wymiary 22,9–26,7 mm na 15,5–19,2 mm (średnio 24,5 na 17,4 mm. Wysiadywanie trwa 12–14 dni. Wysiaduje wyłącznie samica, przynajmniej w niewoli. Młode są karmione przez obydwa ptaki z pary. Przebywają w gnieździe około 21 dni.
Wiadomo, że pasożytem lęgowym ametyszczaków są miodowody szarogłowe (Indicator minor). Możliwe, że w Kenii są nimi również miodowody duże (I. indicator).
Ametyszczaki stosunkowo często wykorzystują dziuple w kolejnych latach, o ile nie zostały one przejęte przez inne ptaki (w szczególności inne szpaki i sierpodudki).

## Status i zagrożenia
IUCN uznaje ametyszczaka za gatunek najmniejszej troski nieprzerwanie od 1988 roku (stan w 2020). BirdLife International uznaje trend liczebności populacji za prawdopodobnie spadkowy. Powodem jest wylesianie i degradacja lasów wyżynnych. Nie jest jednak znane tempo tego spadku ani szacunkowa liczebność populacji.